# 珠芽八宝
珠芽八宝（学名：Hylotelephium viviparum），为景天科八宝属下的一个植物种。